# Ця дівчина
«Ця дівчина» (тур. O Kız) — турецький телесеріал 2022-2023 рр. у жанрі драми та створений компанією Content House. В головних ролях — Еркан Петеккая, Сезін Акбашогуллари.
Перша серія вийшла в ефір 21 вересня 2022 року.
Серіал має 1 сезон. Завершився 24-м епізодом, який вийшов у ефір 15 березня 2023 року.
Режисер серіалу — Озлем Гунхан, Деніз Їлмаз Шаїр.
Сценарист серіалу — Сирма Яник, Алі Ерчіван.

## Сюжет
Зейнеп, як і тисячі молодих дівчат, є феноменом соціальних мереж і мріє позбавитися свого бідного життя. Вона також «виховує» свого батька. Тому що 45-річний чоловік має емоції та інтелект 5-річної дитини. Кадір — справжня дитина зі своїми дитячими жартами та їх примиренням. Кадір народився як «Іспит» не лише для своїх батьків, а й для своїх дітей.

## Актори та персонажі
| Актор               | Роль      |
| ------------------- | --------- |
| Еркан Петеккая      | Кадір     |
| Сезін Акбашогуллари | Сітаре    |
| Дженгіз Орхонлу     | Озан Мерт |
| Ділін Догер         | Зейнеп    |
| Ахмет Мекін         | Ісмаїл    |
| Асіє Дінчой         | Туркан    |
| Орхан Килич         | Февзі     |
| Айтен Ункуоглу      | Фатіма    |
| Муніре Апайдін      | Німет     |
| Ільгін Чакір        | Міне      |
| Меліх Сельчук       | Саліх     |
| Едже Ефе            | Іпек      |
| Гоктуг Йилдирим     | Мустафа   |
| Джем Куртоглу       | Аркін     |
| Алі Онер            | Дорук     |
| Деніз Бакачак       | Седа      |
| Мустафа Конак       | Юсуф      |
| Нехір Гьокдемір     | Есма      |
| Зейнеп Сонмез       | Сехер     |

## Сезони
| Сезон | Епізоди | Епізоди | Оригінальний показ | Оригінальний показ | Оригінальний показ |
| Сезон | Епізоди | Епізоди | Перший показ       | Останній показ     | Мережа             |
| ----- | ------- | ------- | ------------------ | ------------------ | ------------------ |
| 1     | 24      | 24      | 21 вересня 2022    | 15 березня 2023    | Канал D            |

## Рейтинги серій

### Сезон 1 (2022)
| Серія       | Рейтинг (TOTAL) | Рейтинг (AB) | Рейтинг (ABC1) |
| ----------- | --------------- | ------------ | -------------- |
| 1.          | 4.69            | 3.30         | 4.45           |
| 2.          | 3.77            | 2.91         | 3.39           |
| 3.          | 3,89            | 2.46         | 3.74           |
| 4.          | 3.66            | 3.22         | 3,58           |
| 5.          | 3.73            | 3.10         | 3.82           |
| 6.          | 4.03            | 3.14         | 3.76           |
| 7.          | 3.93            | 2,85         | 3.79           |
| 8.          | 4,15            | 3,03         | 3,85           |
| 9.          | 4,25            | 3,58         | 3,69           |
| 10.         | 4,29            | 3,80         | 3,34           |
| 11.         | 4,30            | 2,48         | 3,40           |
| 12.         | 4,29            | 2,84         | 3,52           |
| 13.         | 4,27            | 2,85         | 3,34           |
| 14.         | 4,03            | 2,90         | 3,30           |
| 15.         | 4,20            | 2,93         | 3,52           |
| 16.         | 4,22            | 2,47         | 3,37           |
| 17.         | 5,00            | 2,51         | 4,04           |
| 18.         | 4,11            | 2,27         | 3,45           |
| 19.         | 3,35            | 2,00         | 2,87           |
| 20.         | 2,88            | 2,00         | 2,68           |
| 21.         | 3,58            | 2,51         | 3,43           |
| 22.         | 2,86            | 1,44         | 2,52           |
| 23.         | 3,13            | 2,30         | 2,82           |
| 24. (фінал) | 3,14            | 2,41         | 3,30           |

## Нагороди
| Рік  | Премія                       | Категорія       | Номінант       | Результат |
| ---- | ---------------------------- | --------------- | -------------- | --------- |
| 2022 | 48. Премія «Золотий метелик» | Найкращий актор | Еркан Петеккая | Номінація |